# Římskokatolická farnost Ždírec
Římskokatolická farnost Ždírec je územní společenství římských katolíků s farním kostelem svatého Václava v rámci havlíčkobrodského vikariátu královéhradecké diecéze.

## Historie farnosti
Kostel stojí v centru obce na místě starého chrámu, o němž jsou zmínky již ve 14. století. První kostel byl filiální, spadal tehdy pod štockou farnost a již před rokem 1367 se stal kostelem farním, pod který spadaly i další obce – Dobronín, Německý Šicndorf, Střítež, Pávov, Zborná, Heroltice, Měšín, Věžnička a než se vytvořily i další farnosti, i obce Jamné, Rybné, Věžnice a Zhoř. Ve druhé polovině 16. století a na začátku 17. století drželi faru protestanti. Farář Liebzeit byl posledním zdejším protestantským knězem. Během nastupující rekatolizace Jihlavska po Bílé hoře museli tito věřící v říjnu 1622 faru opustit. Za třicetileté války fara zanikla nejspíše kvůli nedostatku kněží a chaosu během této války. K obnovení došlo až v roce 1690. Tehdejší kostel vyhořel při velkém požáru 19. března 1890 a byl totálně zničen, novou podobu mu vtiskl v letech 1893–1898 německobrodský stavitel Josef Šupich.

## Duchovní správci
Administrátorem excurrendo je od srpna 2024 Mgr. Miloš Kolovratník, jako trvalý jáhen zde působí Jan Kunc.

## Bohoslužby
| Kostel                          | Obrázek | Místo  | Bohoslužba (den) | Hodina                           | Poznámka     |
| ------------------------------- | ------- | ------ | ---------------- | -------------------------------- | ------------ |
| Kostel svatého Václava          |         | Ždírec | neděle pátek     | 10.30 17.00 (zima), 18.00 (léto) | Farní kostel |
| Kaple svatého Cyrila a Metoděje |         | Měšín  | 1x za rok poutní | 1x za rok poutní                 | kaple        |

## Aktivity farnosti
Farnost se v prvních týdnech roku 2016 zapojila do integrace první části přesídlených iráckých křesťanů, kteří našli útočiště v České republice v rámci aktivity nadačního fondu Generace 21. Zamýšlejí je nejen vozit na bohoslužby do zdejšího kostela, ale také připravují společné farní odpoledne.